# Tortyra argentifascia
Tortyra argentifascia là một loài bướm đêm thuộc họ Choreutidae. Nó được tìm thấy ở México.